# Shaft Brewer Jr.
Shaft Keith Brewer Jr. (Sacramento, California, 28 de octubre de 1999) es un futbolista estadounidense de ascendencia británica. Juega de defensa o lateral derecho en el Las Vegas Lights F. C. de la USL Championship.

## Carrera

### Juventud
Brewer jugó con el equipo de la academia del Sacramento Republic de la USL desde 2015, donde fue su máximo goleador, antes de pasar al equipo de la academia del FC Dallas de la MLS un año después, donde ganó el título del Supergrupo Gordon Jago de la Copa Dallas. Volvió a cambiar de aires en 2017, cuando fichó por el RB Leipzig de la Bundesliga alemana, donde jugó tres partidos con la selección sub-19 y marcó un gol.

### Los Angeles FC
Brewer se unió a Los Ángeles FC de la MLS el 21 de marzo de 2018, durante su temporada inaugural. Los Ángeles traspasó una selección de cuarta ronda del SuperDraft de la MLS de 2019 y 50.000 dólares del General Allocation Money al FC Dallas para adquirir sus derechos. Debutó como profesional el 2 de junio de 2018, entrando como suplente en el minuto 77 en una derrota por 2-1 ante el FC Dallas.

### Fram Larvik
El 6 de agosto de 2020 fichó por el Fram Larvik, de la Segunda División noruega.

### Union Omaha
El 18 de agosto de 2022, Brewer fichó por el Union Omaha, de la USL League One.

### North Carolina FC
Brewer se unió al North Carolina FC el 19 de diciembre de 2023, antes del regreso del club a la USL Championship.

### Las Vegas Lights
Brewer en el 24 de enero de 2025 se unió al club del USL Championship al Las Vegas Lights FC.